# Menaechmi
Menaechmi ist eine lateinische Komödie von Plautus. Der deutsche Name für dieses Stück ist Die beiden Zwillinge.
Es wurde 200 v. Chr. in Rom uraufgeführt.

## Inhalt
Die Verwechslungskomödie, die auf Vorlagen der Neueren attischen Komödie beruht, setzt in Epidamnus ein, nachdem ein Prolog die vorausgegangenen Ereignisse berichtet hat: In Syrakus wurden Zwillingsbrüder auseinandergerissen; einer wurde entführt und lebt seitdem in Epidamnus.
Der Zurückgebliebene erhielt von seinen trauernden Eltern den Namen seines entführten Bruders.
Menaechmus II sucht nun seinen Bruder und findet ihn.
Seit seiner Ankunft widerfahren beiden die tollsten Begebenheiten, die in mannigfachen Verwechslungen begründet liegen. Menaechmus I wird von seinen Freunden und seiner Gattin wüst beschimpft, Menaechmus II hingegen hofiert. Um den unbegreiflichen Verhältnissen zu entgehen, markiert Menaechmus II den Wahnsinnigen, aber es ist Menaechmus I, der dem Arzt vorgeführt wird.
Erst ganz am Schluss des Stückes klärt sich durch eine Gegenüberstellung der Zwillingsbrüder alles auf.

## Nebenfiguren
Auch in diesem Stück gibt es als Nebenfiguren den Schmarotzer, die Dirne, den besorgten Schwiegervater und den Diener.
Mit Sinn für szenische Wirkungen führt Plautus acht gut gebaute Verwechslungssituationen durch, bis der Knoten sich löst. Shakespeare schloss sich in seinem Jugendwerk Die Komödie der Irrungen eng an dieses Werk an, er verdoppelte das Zwillingsthema.

## Vertonungen
- Double-Trouble / Zwillingskomödie, Oper von Richard Mohaupt (Libretto: Roger Maren), 1954[1]

## Textausgaben
- Plautus: Menaechmi (Hrsg. A. S. Gratwick). Cambridge University Press, Cambridge 1993.
- Platus: Menaechmi. In: Plautus: Aulularia, Menaechmi, Mostellaria, Hrsg. Maximilian Niedermann. Huber&Co., Frauenfeldae 1971, 5. Auflage, S. 39–80.